# Saint-Hilaire-le-Vouhis
Saint-Hilaire-le-Vouhis es una población y comuna francesa, en la región de Países del Loira, departamento de Vendée, en el distrito de La Roche-sur-Yon y cantón de Chantonnay.

## Demografía
| 920 | 816 | 738 | 757 | 819 | 763 |
| Para los censos de 1962 a 1999 la población legal corresponde a la población sin duplicidades (Fuente: INSEE [Consultar]) |     |     |     |     |     |

## Personajes vinculados
- Henri Adolphe Archereau (fr) (1819-1893), científico francés, nació en Saint-Hilaire-le-Vouhis.